# Cónclave de 1700
El cónclave papal de 1700 se convocó tras la muerte del papa Inocencio XII. Culminó con la elección del cardenal Giovanni Albani como papa Clemente XI. El cónclave vio un aumento del dominio de la facción zelanti del Colegio Cardenalicio. Permaneció estancado durante un mes hasta la muerte de Carlos II de España, quien no tenía descendencia. Los cardenales electores previeron que su muerte sin un heredero claro causaría una crisis política y decidieron elegir a un papa considerado imparcial.

## Contexto
Durante su pontificado, Inocencio XII se esforzó por mejorar las relaciones con Luis XIV de Francia. Llegó a un acuerdo con el rey francés al aceptar la confirmación de todos los obispos que Luis había creado desde 1682, a cambio de la promesa del rey de no obligarlos a acatar la Declaración del Clero de Francia.
Carlos II de España, rey de los Habsburgo, agonizaba en esa época y no tenía descendencia. A petición de Carlos, Inocencio II aconsejó que el trono pasara a Felipe de Anjou, nieto de Luis XIV de Francia, debido al estrecho parentesco entre Luis y Carlos. La sucesión de Felipe al trono español fue vista como una amenaza para el equilibrio de poder por otras naciones europeas, lo que desencadenó la Guerra de Sucesión Española tras la muerte de Carlos, que tuvo lugar seis semanas después de la de Inocencio.
La edad y la salud de Inocencio XII habían sido tema de conversación en las cortes y cardenales europeos, y cuando enfermó en noviembre de 1699, las especulaciones sobre el próximo cónclave se intensificaron. A pesar de ello, Francia era la única gran potencia que tenía una política clara respecto al próximo cónclave papal. Tanto España como el Sacro Imperio Romano Germánico se vieron envueltos en extensas conversaciones en sus capitales, lo que provocó un retraso en la recepción de órdenes por parte de sus embajadores.

## Cónclave
Cincuenta y ocho cardenales estuvieron presentes el 9 de octubre cuando comenzó el cónclave. Dado que Carlos II agonizaba en ese momento, los cardenales electores españoles no estaban seguros de cómo votar y no colaboraron estrechamente con los electores leales al Sacro Emperador Romano Germánico. Desde el principio, estuvo claro que la inminente muerte de Carlos II probablemente causaría un cónclave prolongado, ya que se esperaba que el próximo papa respondiera a la crisis política que se anticipaba en España tras la inminente muerte de Carlos.
De los cincuenta y ocho cardenales presentes en el cónclave, treinta y uno fueron considerados parte de los zelanti, con Inocencio XII habiendo creado dieciocho miembros del Colegio Cardenalicio que fueron contados como parte de esta facción. Las otras dos facciones principales eran aquellas leales al Sacro Emperador Romano Germánico, que originalmente tenían solo dos cardenales, pero eventualmente aumentaron a cuatro, y los franceses, que tenían cinco cardenales en su bando.
Galeazzo Marescotti, miembro de los zelanti, fue el primer candidato serio propuesto dos semanas después del cónclave. Contaba con la aprobación de los españoles, pero los franceses se opusieron porque querían un nuevo papa sin fuerza. Bandino Panciatici fue sugerido por Pietro Ottoboni, pero no contó con el apoyo de los monarcas seculares, ya que había apoyado la concesión de beneficios a candidatos independientes de las autoridades seculares. [[Giacomo Antonio Morigia era aceptado por los gobernantes seculares, pero los zelanti se opusieron por su falta de experiencia de gobierno, además de su falta de firmeza y energía. Tras la propuesta de estos candidatos, surgieron otros, pero fueron rápidamente rechazados.

## Elección de Clemente XI
El cónclave permaneció estancado hasta que se informó a los electores de la muerte de Carlos II en noviembre. Los electores presentes comprendieron que, tras la muerte de Carlos, el próximo papa tendría que ser políticamente imparcial, por lo que se prefirió a un miembro de los zelanti. Giovanni Albani, quien había redactado la bula que prohibía el nepotismo, pronto se convirtió en el principal candidato al papado.
Los franceses se opusieron inicialmente a la elección de Albani, pero rápidamente abandonaron su oposición. Fue elegido por unanimidad el 23 de noviembre de 1700. Dudaba si debía aceptar el papado porque tenía sobrinos que sospechaba que se enojarían si seguía la bula sobre nepotismo. Finalmente, los teólogos lo convencieron de aceptar el papado, quienes le dijeron que no aceptar una elección unánime sería no seguir al Espíritu Santo.
Albani fue nombrado cardenal diácono en 1690 por Alejandro VIII, pero no recibió la ordenación sacerdotal hasta poco antes del inicio del cónclave. Albani no era obispo y tuvo que recibir la consagración episcopal tras su elección para poder ser coronado papa. Albani había sido elegido el día de la festividad del papa Clemente I y adoptó el nombre de Clemente XI en honor al santo. A sus cincuenta y un años, Albani era el papa más joven elegido en casi dos siglos. Albani fue el candidato de los zelanti en este cónclave, y su elección representó un éxito para ellos.